# Aktivní síťový prvek
Aktivní síťový prvek je pojem v oboru Informační technologie.
Aktivní síťový prvek, opak pasivního prvku sítě, je takový prvek sítě, který s datovým signálem vykonává určitou aktivní činnost. 
Nejedná se pouze o mechanické součásti sítě, ale o zařízení, na kterých běží určitý software vykonávající nějakou činnost s procházejícím datovým signálem. 
Aktivními prvky sítí jsou
- opakovač (repeater)
- rozbočovač (hub)
- most (bridge)
- směrovač (router)
- brána (gateway)
- přepínač (switch)
- Powerline adaptéry
- Access point (AP/přístupový bod)
- Server
- Síťové adaptéry